# 9M123 Khrizantema
El misil antitanque 9M123 Khrizantema (en ruso: Хризантема, Crisantemo en español), es un misil guiado antitanque ruso. El "9M123 Khrizantema" se ha diseñado para abatir a los tanques actuales y futuros, como al M1A2 y al Leopard 2A6EX aparte, puede ser usado en ataques a blancos volantes en bajo vuelo como helicópteros. Este misil tiene por nombre GRAU la designación 9M123 y el nombre código OTAN AT-15 Springer.

## Desarrollo
El misil antitanque "9M123 Khrizantema" se mostró al público por primera vez en julio de 1996 por la oficina de diseño "Konstruktorskoye Byuro Mashynostroyenia (KBM)" (del ruso: БЮРО Конструкторское Машиностроения). El desarrollo del misil se habría iniciado en los años 1980, y fue diseñado para su uso en cualquier condición climática, para ser un sistema de misil multipropósito que pudiera destruir tanto a blindados actualmente en servicio como a los que se desarrollen en el futuro y que estén equipadas con blindajes añadidos de tecnología avanzada como blindajes explosivos (ERA). El 9M123 Khrizantema sería visto como un reemplazo para una gran variedad de diferentes tipos de misiles y sistemas de misiles antitanque que aún eran usados desde la herencia militar soviética, como el 9M119 Svir, 9K114 Shturm y el 9M120 Ataka/Ataka-V. Se espera que este sistema sea incorporado al servicio de las Fuerzas Armadas de Rusia desde el año 2004.

## Descripción
El 9M123 Khrizantema por sí mismo es supersónico, pudiendo volar a una velocidad máxima de 400 m/s o de Mach 1.2 con un alcance efectivo entre los 400 hasta los 6000 metros. el conjunto propulsor consta de un cohete con un motor con propelente de combustible sólido de dos salidas a cada lado del misil. La salida de los gases de escape causan el giro del misil durante su vuelo, siendo su sistema de guía dispuesto por dos aletas de control, las que van atrás del misil y se accionan a su disparo (otras cuatro adicionales le ayudan a estabilizar al misil durante el vuelo). El 9M123 Khrizantema es único entre los sistemas de misiles guiados a nivel mundial, dependiendo de la variante; éste misil puede ser guiado por sistemas de puntería láser o por radar. El sistema de guía radar usa un radiocomando y un radar de banda milimétrica para rastrear el blanco, y el misil mientras éste genera partes de información en su trayectoria, esto le permite un alcance totalmente automático del objetivo. Cuando el misil es guiado hacia el blanco usando el sistema de guiado por láser, es necesario apuntar y mantener el punto de mira de forma constante sobre el objetivo, el sistema de disparo emite un haz de rayos láser hacia el objetivo, y un sensor situado en la sección trasera del misil permite que el misil permanezca en el centro del haz de rayos láser hasta alcanzar su objetivo, esta forma de guiado se denomina: Sistema de guiado por haz de rayos en la línea de visión (en inglés: Line of Sight Beam Riding) (LOSBR). Este sistema de guiado le permite el impacto y el disparo de hasta dos misiles hacia dos blancos separados una vez el misil es guiado por el sistema láser y el otro por el sistema de guiado por radar. Cada misil lleva una cabeza tipo tándem con explosivo HEAT con un nivel reportado de penetración de entre 1100 hasta 1250 mm Blindaje RHA, inclusive si éste dispone de placas añadidas de blindaje explosivo (ERA). Alternativamente una cabeza termobárica puede ser montada para el impacto de blancos poco protegidos, fortificaciones e infantería.

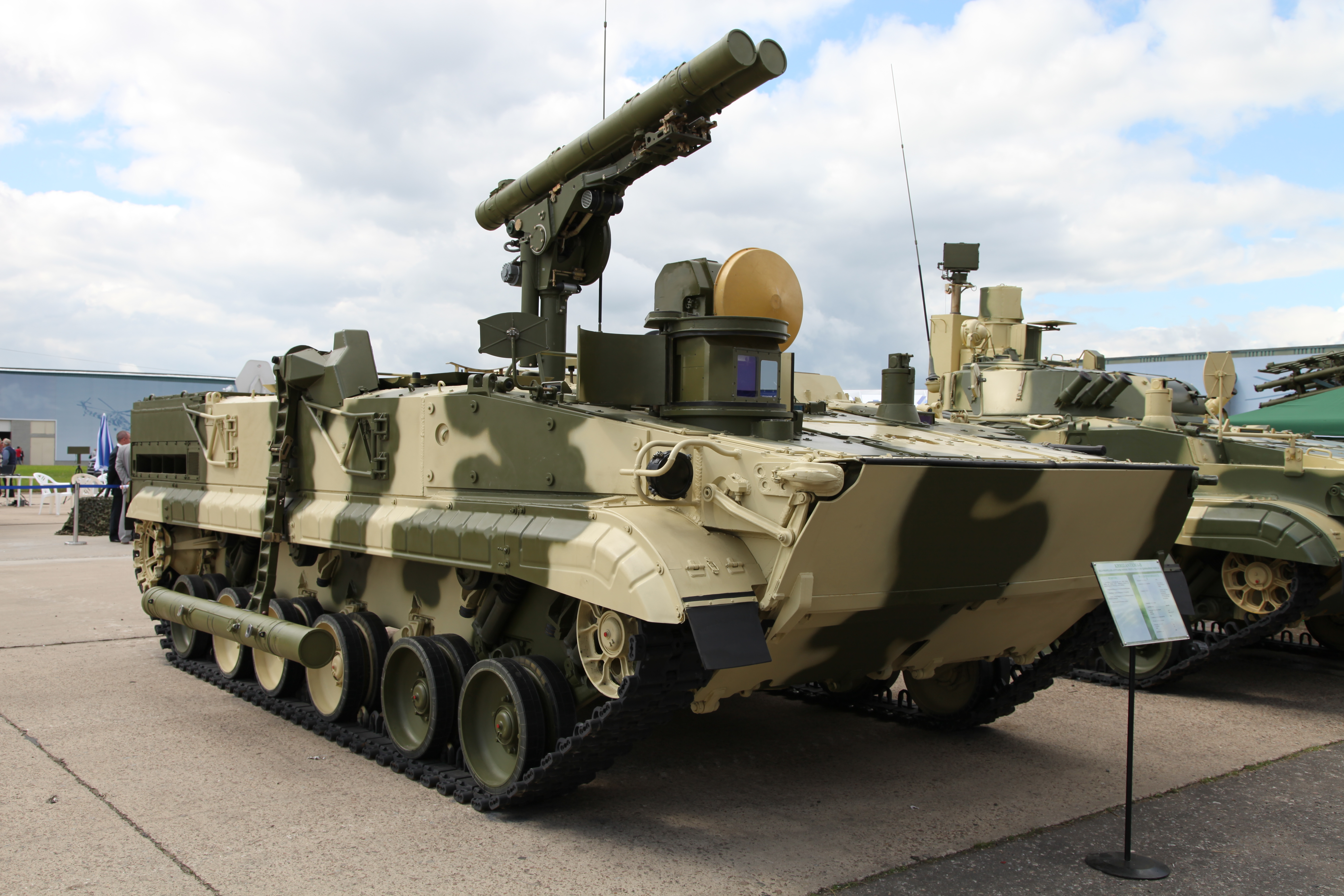
Variante "Khrizantema-S" 9P157-2 del BMP-3

A 2020 se lanza desde el cazacarros 9P157-2 Khrizantema-S, el helicóptero de ataque Mi-28 Havoc y muy probablemente en un futuro cercano también desde el helicóptero de ataque Ka-52 Alligator. El 9P157-2 Khrizantema-S se basa en el chasis BMP-3. El 9P157-2 lleva dos misiles 9M123 sobre rieles de lanzamiento, que se extienden desde una posición replegada, guardandose también el radar durante el tránsito. Los misiles son recargados automáticamente por el cazacarros desde un cargador interno con 15 rondas (los misiles se almacenan y transportan en botes sellados) y también pueden aceptar municiones cargadas manualmente desde el exterior del vehículo. El fabricante afirma que tres cazacarros 9P157-2 pueden atacar 14 tanques de ataque y destruir al menos el sesenta por ciento de la fuerza atacante. El sistema de guía dual garantiza la protección contra las contramedidas electrónicas y el funcionamiento en todas las condiciones climáticas, de día o de noche. Se proporciona protección NBC para la tripulación (artillero y conductor) de cada 9P157-2 además de la protección de blindaje completo equivalente al chasis BMP-3 estándar y el equipo de atrincheramiento.
Las pruebas de una versión modernizada se completaron en 2016. En la versión mejorada se instaló una mira IIR / TV con un telémetro láser, un sistema de control de radar modificado, un canal de conducción de rayo láser más secreto, un equipo de gestión de batalla automatizado y un sistema más poderoso ojiva para el misil 9M123 entre otros.

## Variantes
- 9M123 - Sistema de guía láser con cabeza tipo tipo Tándem y explosivo HEAT.
- 9M123-2 - Sistema de guía radarizado con cabeza tipo tipo Tándem y explosivo HEAT.
- 9M123F - Sistema de guía láser con cabeza tipo termobárica.
- 9M123F-2 - Sistema de guía radarizado con cabeza tipo termobárica.
- 9M123 Khrizantema-M - Versión mejorada con rango extendido y combinación de radar de ondas junto con guía de conducción con rayo láser.[8]
- 9M123 Khrizantema-VM - Versión aire-superficie para helicópteros.[9]

## Usuarios

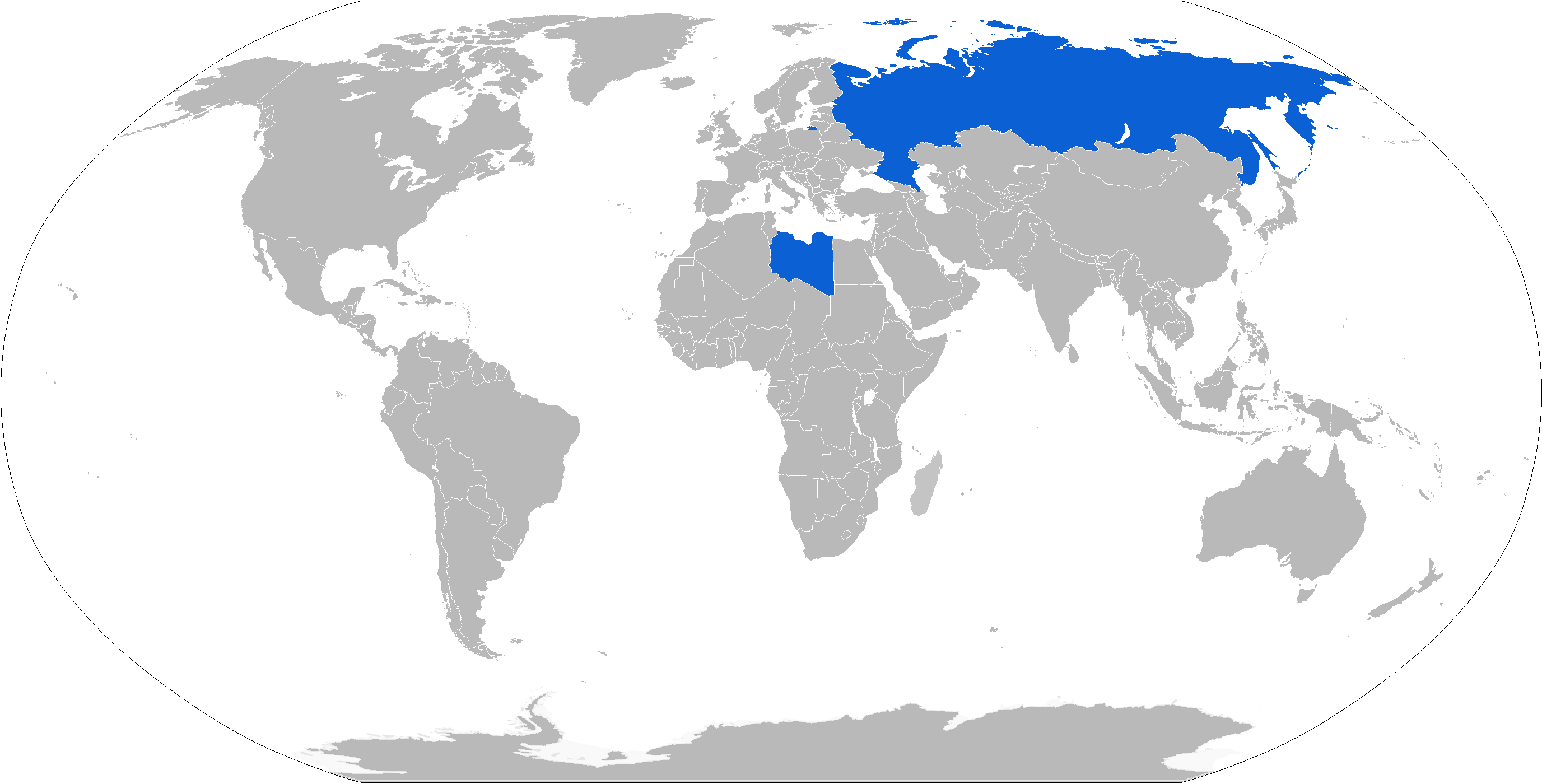
Mapa con operadores 9M123 en azul

- Azerbaiyán[10]
- - 14 máquinas[11][12][13]
- - Cerca de 50 máquinas[14][15][16][17][18][19]

### Videos
- Prueba del Khrizantema-s en YouTube.

- Datos: Q298619
- Multimedia: 9M123 Khrizantema / Q298619